# 秋吉台サファリランド

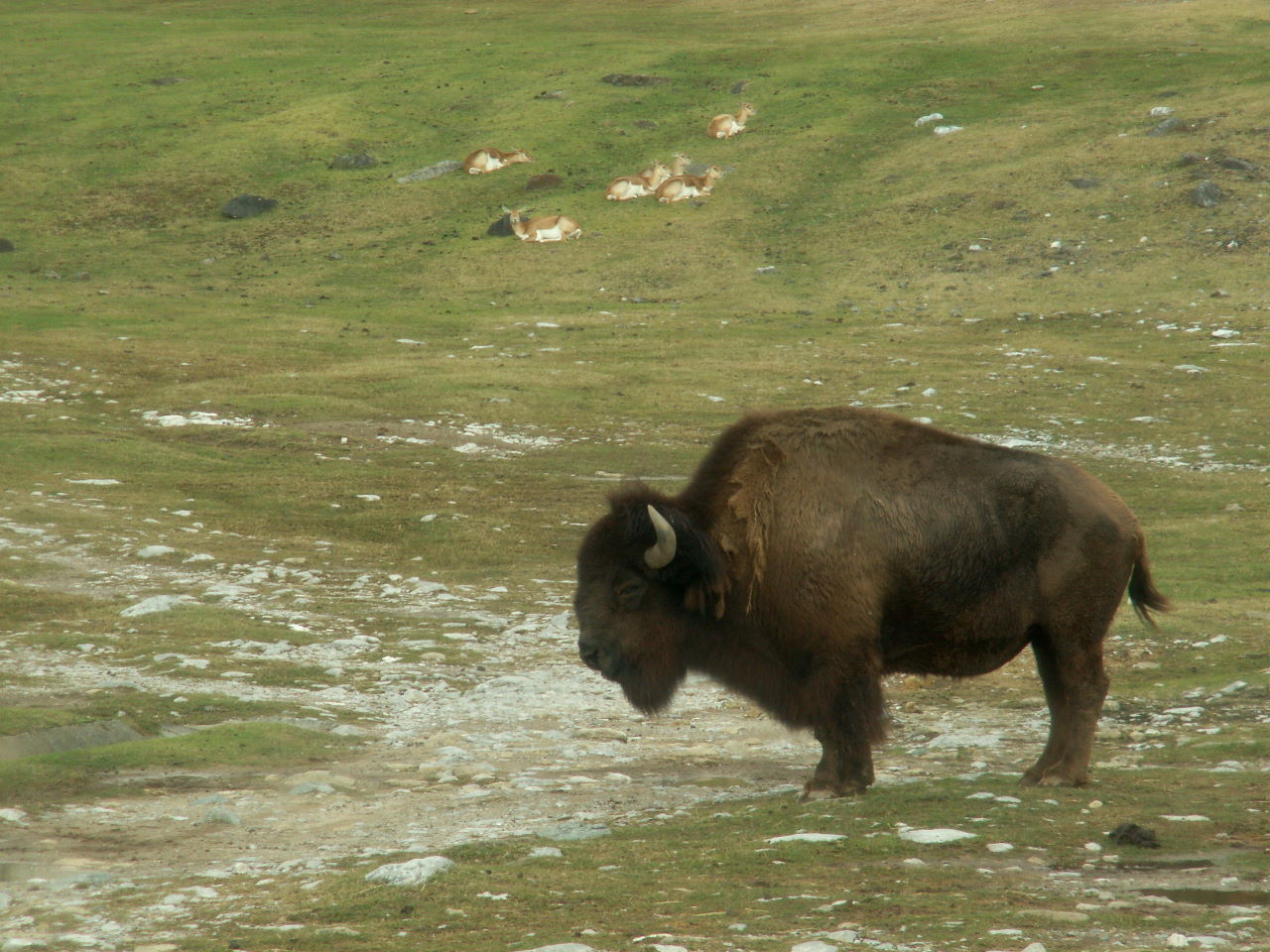
アメリカバイソンとブラックバックの群れの展示

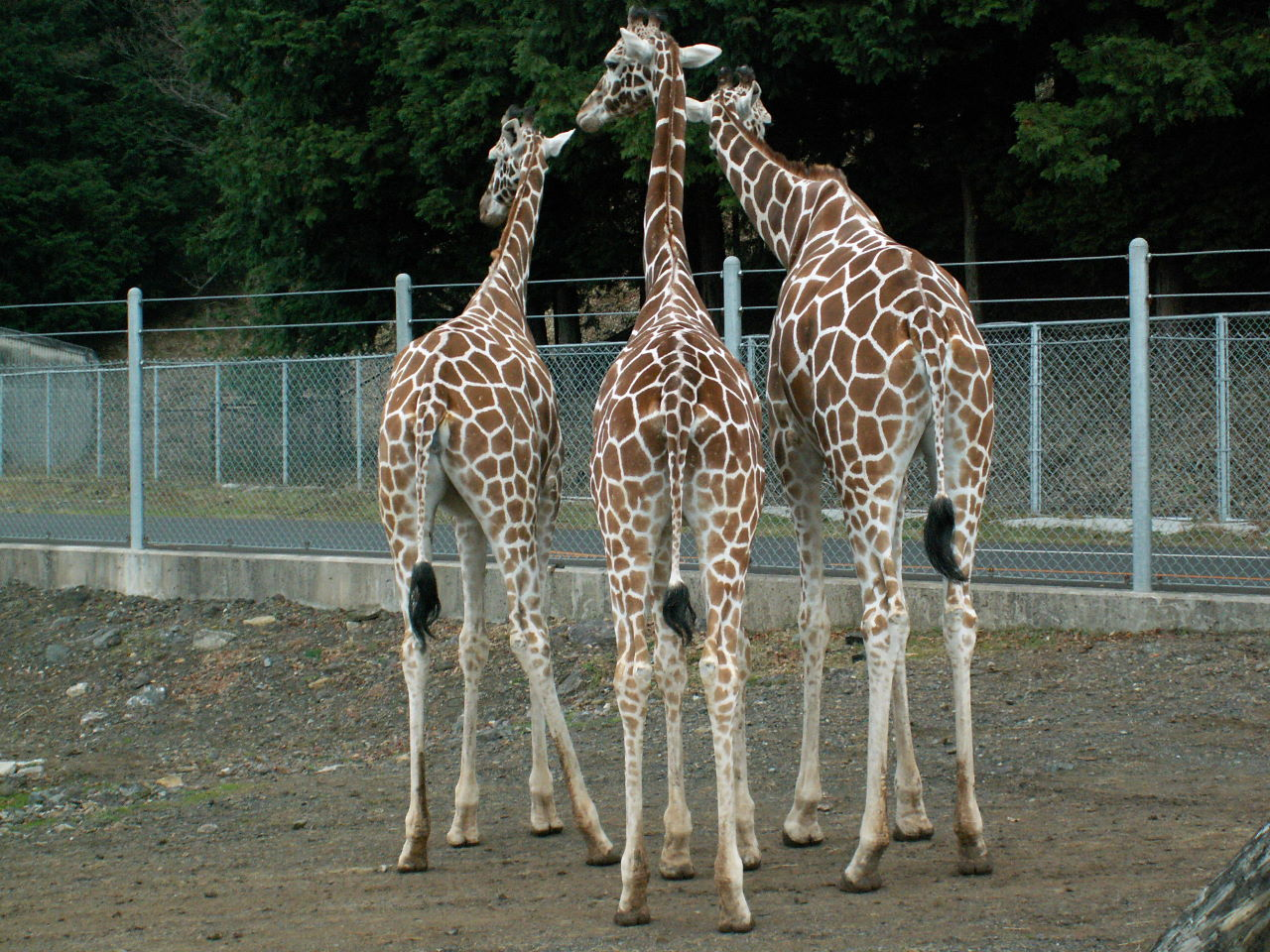
キリンの展示

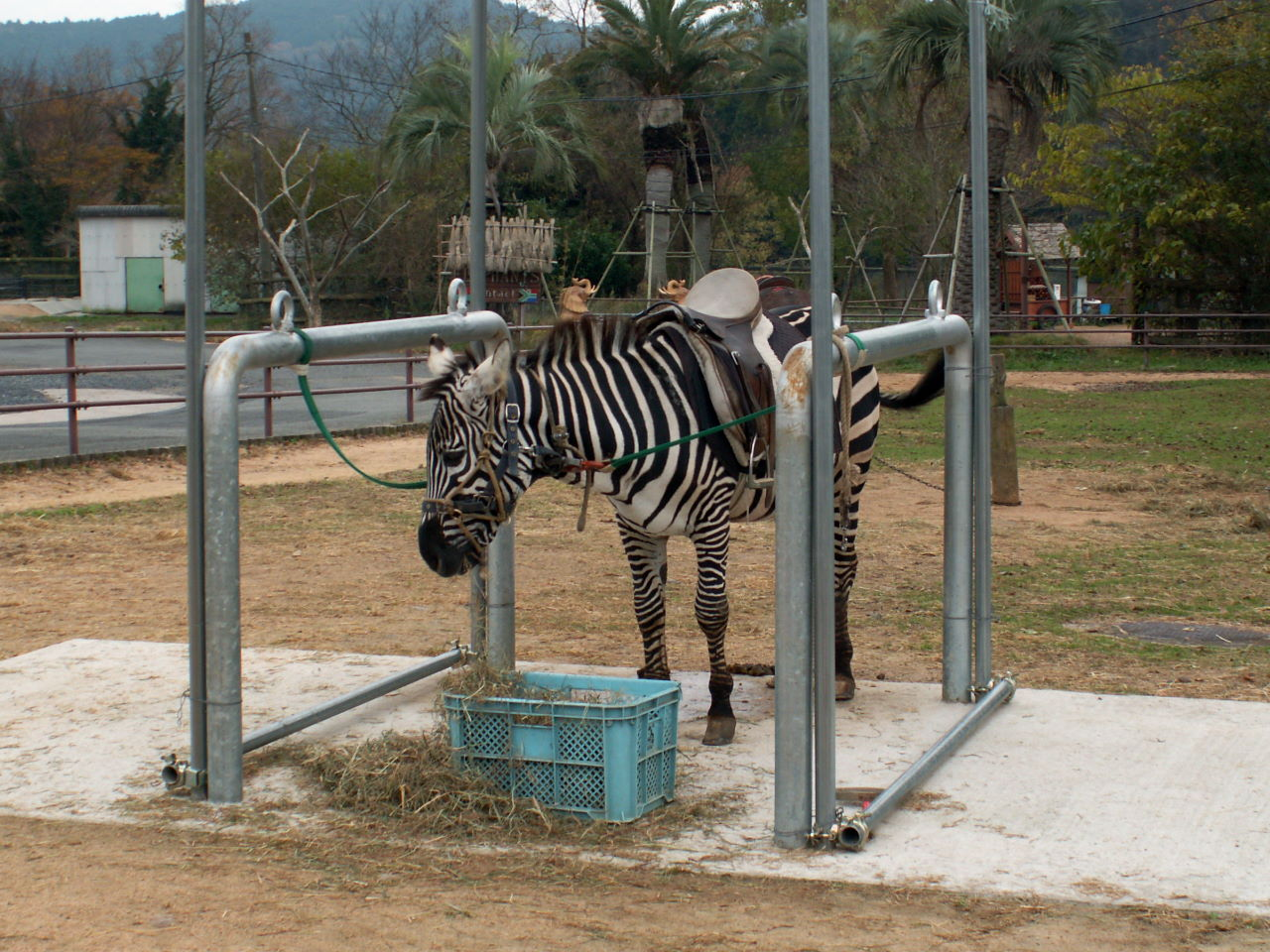
子供向けのシマウマの乗馬

秋吉台サファリランド（あきよしだいサファリランド）は、山口県美祢市美東町にあるサファリパーク形式の動物園および遊園地。

## 沿革
1977年（昭和52年）開園。湯田温泉を中心に山口県内各地でホテル事業を展開するタナカホテルグループによって運営されている。民営であるが周辺の大正洞・景清洞とセット入場券を販売するなど、美東町の観光資源として有効活用しようという動きも見られる。
国定公園秋吉台の外縁の一角に約70種、700頭羽の動物が飼育されており、自家用車または専用バスで園内を巡って見学を行う。トラ・ライオンの姿を模した専用バスは車体の一部に外開きの窓が設けられており、餌やりの体験ができる構造となっている。また、一部のゾーンでは車外に出て小動物らと直接ふれあうことも可能となっている。

## 展示と飼育

### エンリッチメント大賞
秋吉台サファリランドは、時間をかけてトレーニングしたアフリカハゲコウをフリーフライトで飛翔させる常識を覆す展示を行い、2012年、エンリッチメント大賞（飼育環境大賞）を受賞した。2011年6月には上昇気流に流されて、メスの「キン」が行方不明となり、9日後に約360㎞離れた和歌山県内で保護された。その後、GPS発信機を背中につけ、飛行訓練は継続される。2012年12月ごろのアフリカハゲコウ「キン」と「ギン」（オス）の2羽の飛行などの様子が飼育員のブログに書かれ、翼を広げると2.5ｍの鳥が見物者たちの頭上スレスレの飛行を披露している。
※この賞については「環境エンリッチメント」に詳しい。

### 飼育
- 1985年から日本国内で最初に日本では珍しい白色のトラ（ホワイトタイガー）の長期飼育を行い、2012年現在、10頭めとなる[2][7]。
- 2024年6月にアフリカハゲコウ2羽が誕生し、日本国内の動物園で初の繁殖となった[8]。

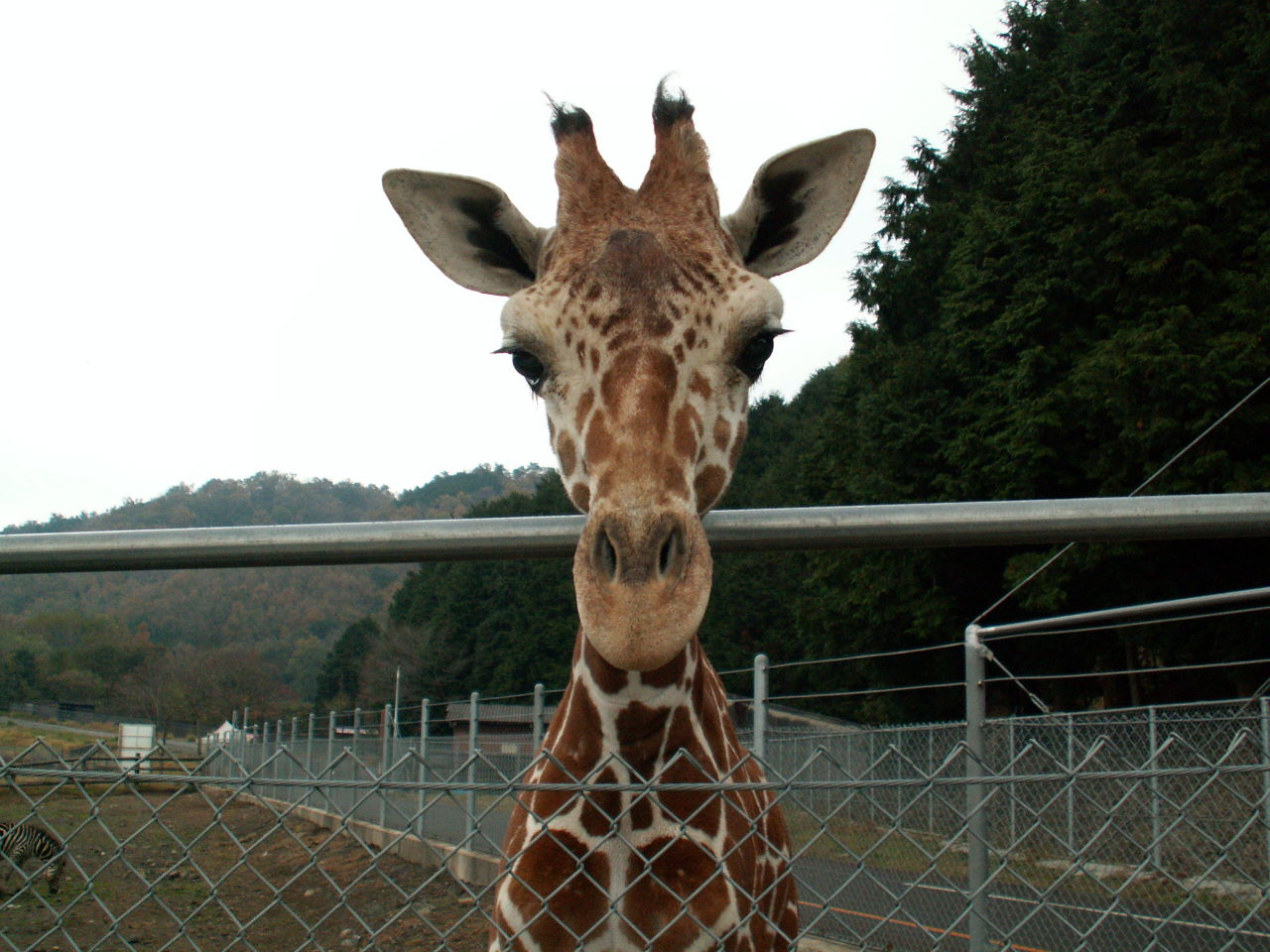
キリン
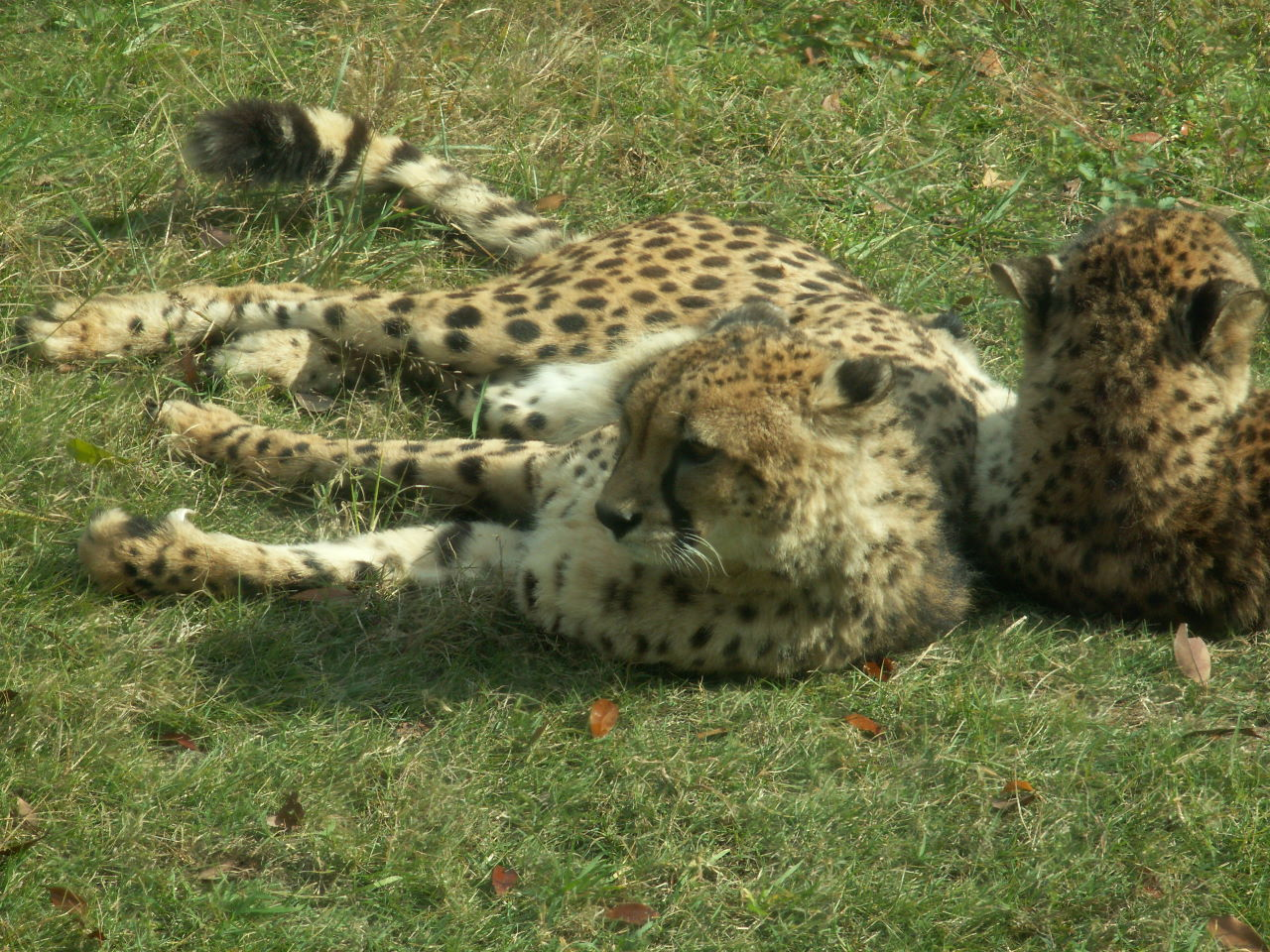
チーター
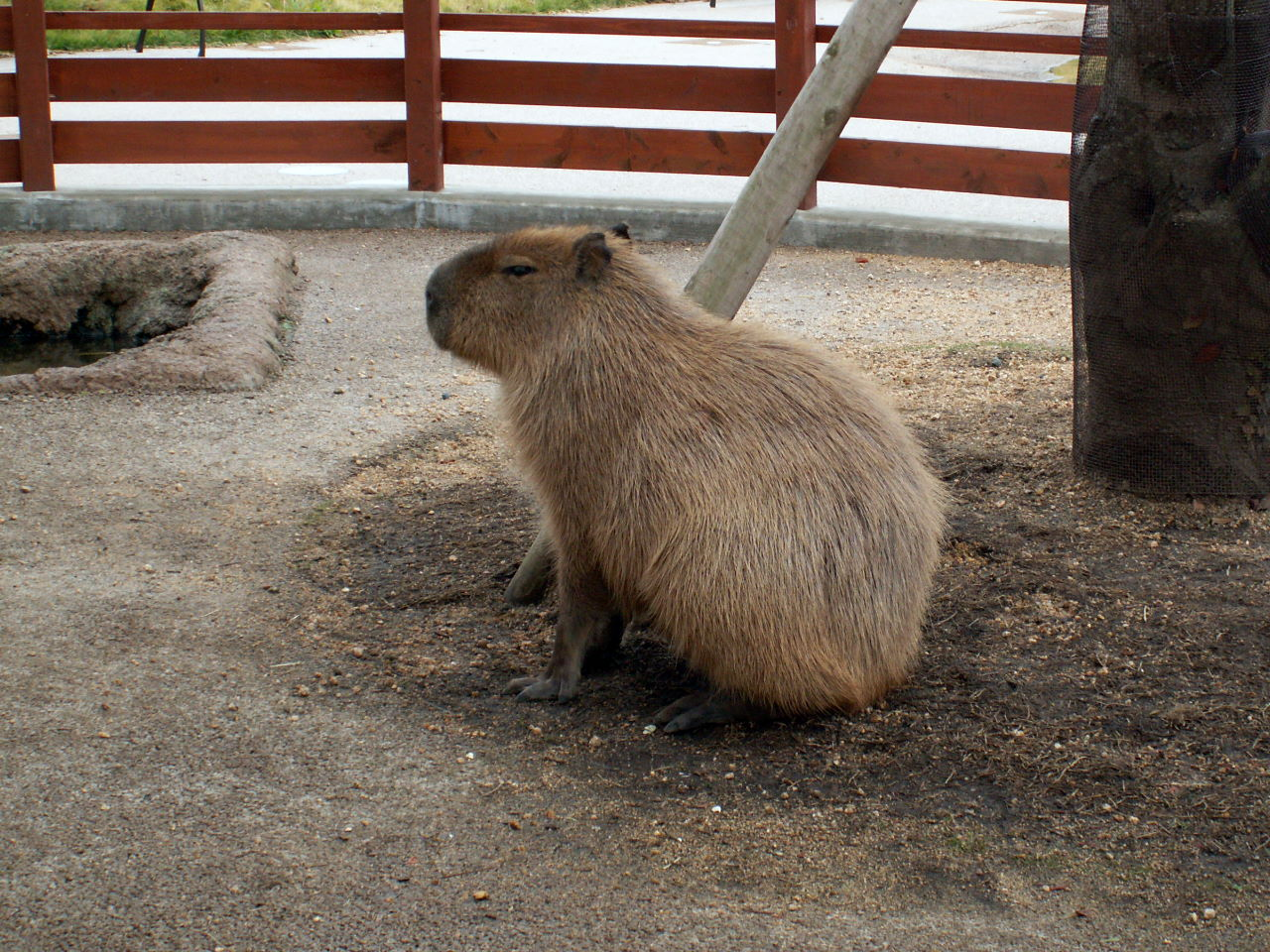
カピバラ
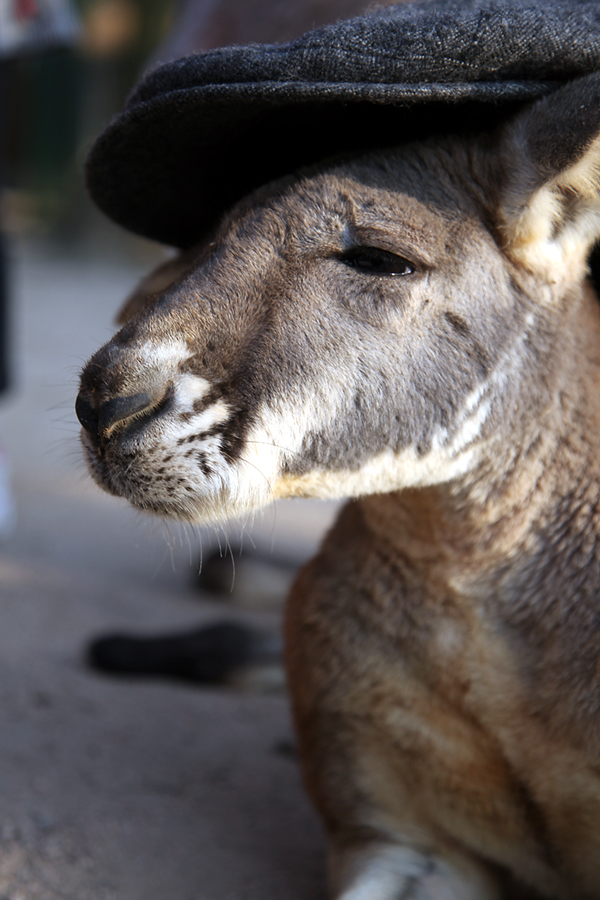
カンガルー